# Eiskunstlauf-Juniorenweltmeisterschaften

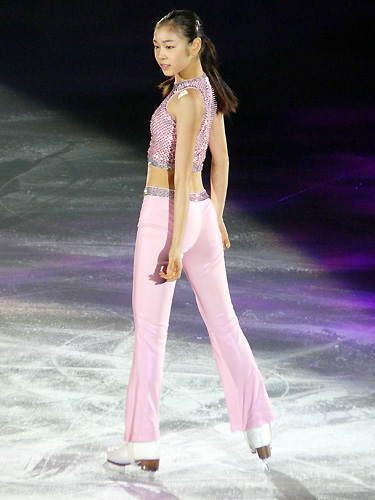
Juniorenweltmeisterin des Jahres 2006: die Südkoreanerin Kim Yuna

Die Eiskunstlauf-Juniorenweltmeisterschaften (World Junior Figure Skating Championships, auch als World Juniors oder Junior Worlds bekannt) sind ein jährlich von der Internationalen Eislaufunion (ISU) ausgerichteter Eiskunstlauf-Wettbewerb, bei dem junge Sportler um den Titel des Junioren-Weltmeisters konkurrieren.

## Durchführung
Die ISU änderte in der Vergangenheit mehrfach ihre Richtlinien für eine Teilnahme. Die gegenwärtigen Regelungen sehen vor, dass die Eiskunstläufer das 13. Lebensjahr vollendet haben müssen (bis zum vorangegangenen 1. Juli eines Jahres) und nicht älter als 19 Jahre alt sein dürfen. Im Paarlaufen und Eistanzen ist das Höchstalter der Herren auf 21 Jahre festgesetzt.
Die Titelkämpfe sind einer von vier, die die ISU jährlich veranstaltet und gilt als angesehenster internationaler Wettbewerbe im Junioren-Bereich. Die Eiskunstläufer konkurrieren in den Disziplinen Einzellauf (Männer und Frauen), Paarlauf und Eistanz.

## Geschichte
Die ersten Eiskunstlauf-Juniorenweltmeisterschaften wurden im März 1976 in Megève als ISU Junior Figure Skating Championships veranstaltet. Zwei weitere Male wurde der Wettbewerb in der französischen Stadt ausgetragen. Bei der dritten Auflage im Jahr 1978 wurde der Wettbewerb offiziell in World Junior Figure Skating Championships umbenannt. Seit 1979 variieren die Austragungsorte jedes Jahr.
Seit dem Jahr 2000 wurden die Konkurrenzen immer im frühen März abgehalten, aber für manche Auflagen wurde der späte November oder der frühe Dezember des vorangegangenen Kalenderjahres ausgewählt.

## Startberechtigung
Eiskunstläufer qualifizieren sich für die Eiskunstlauf-Juniorenweltmeisterschaften, wenn sie Staatsangehörige eines Landes sind, das Mitglied der Internationalen Eislaufunion ist. Jede Nation erhält standardmäßig einen Startplatz für jede Disziplin. Ein zweiter oder dritter Startplatz für das folgende Jahr wird durch eine Punktevergabe zugewiesen, die sich nach der Platzierung des Sportlers richtet. Die Punktezahl ergibt sich aus der Summe der Platzierungen der Eiskunstläufer eines jeweiligen Landes (die besten zwei Platzierungen, bei drei Startplätzen). Mehrere Startplätze werden nicht übertragen, so dass die Länder jedes Jahr erneut um die Vergabe eines zweiten beziehungsweise dritten Startplatzes konkurrieren müssen. Sendet ein Land nur einen Eiskunstläufer beziehungsweise ein Paar aus, muss dieser/diese sich unter die besten Zehn platzieren, um einen zweiten Startplatz zu erringen; unter die Top 2 für drei Startplätze. Wenn ein Land zwei Sportler/Paare nominiert, muss die Summe der Platzierungen 13 oder weniger betragen, um drei Startplätze für das nächste Jahr zu erringen; 28 oder weniger für zwei Startplätze.
Ausnahmen werden gemacht, sofern ein Läufer aus gesundheitlichen Gründen oder Materialproblemen gezwungen sein sollte, den begonnenen Wettbewerb nicht zu Ende zu führen.
Die Nominierungen für die Junioren-Weltmeisterschaften obliegen den jeweiligen nationalen Verbänden. Manche Länder richten sich nach den Resultaten ihrer Sportler bei nationalen Titelkämpfen, während andere nach vielfältigeren Kriterien auswählen.

## Medaillengewinner

### Herren
In die Siegerliste konnten sich bisher so bekannte Seniorenläufer wie die späteren Olympiasieger oder Weltmeister Alexander Fadejew, Wiktor Petrenko, Todd Eldredge, Ilja Kulik, Alexei Jagudin, Jewgeni Pljuschtschenko, Daisuke Takahashi und Yuzuru Hanyū einreihen. Der US-Amerikaner Adam Rippon war 2009 der erste, der seinen Titel verteidigte.
| Junioren-WM | Junioren-WM      | Gold                                  | Silber                                | Bronze                                |
| ----------- | ---------------- | ------------------------------------- | ------------------------------------- | ------------------------------------- |
| 1976        | Megève           | Mark Cockerell                        | Takashi Mura                          | Brian Pockar                          |
| 1977        | Megève           | Daniel Beland                         | Mark Pepperday                        | Richard Furrer                        |
| 1978        | Megève           | Dennis Coi                            | Wladimir Kotin                        | Brian Boitano                         |
| 1979        | Augsburg         | Witali Jegorow                        | Bobby Beauchamp                       | Alexander Fadejew                     |
| 1980        | Megève           | Alexander Fadejew                     | Witali Jegorow                        | Falko Kirsten                         |
| 1981        | London, Ontario  | Paul Wylie                            | Juri Bureiko                          | Scott Williams                        |
| 1982        | Oberstdorf       | Scott Williams                        | Paul Guerrero                         | Alexander König                       |
| 1983        | Sarajevo         | Christopher Bowman                    | Philippe Roncoli                      | Nils Köpp                             |
| 1984        | Sapporo          | Wiktor Petrenko                       | Marc Ferland                          | Tom Cierniak                          |
| 1985        | Colorado Springs | Erik Larson                           | Wladimir Petrenko                     | Rudy Galindo                          |
| 1986        | Sarajevo         | Wladimir Petrenko                     | Rudy Galindo                          | Jurij Zymbaljuk                       |
| 1987        | Kitchener        | Rudy Galindo                          | Todd Eldredge                         | Jurij Zymbaljuk                       |
| 1988        | Brisbane         | Todd Eldredge                         | Wjatscheslaw Sahorodnjuk              | Jurij Zymbaljuk                       |
| 1989        | Sarajevo         | Wjatscheslaw Sahorodnjuk              | Shepherd Clark                        | Masakazu Kagiyama                     |
| 1990        | Colorado Springs | Igor Paschkewitsch                    | Alexei Urmanow                        | John Baldwin                          |
| 1991        | Budapest         | Wassil Jeremenko                      | Alexander Abt                         | Nicolas Petorin                       |
| 1992        | Hull             | Dmytro Dmytrenko                      | Konstantin Kostin                     | Damon Allen                           |
| 1993        | Seoul            | Jewhen Pleuta                         | Michael Weiss                         | Ilja Kulik                            |
| 1994        | Colorado Springs | Michael Weiss                         | Naoki Shigematsu                      | Jere Michael                          |
| 1995        | Budapest         | Ilja Kulik                            | Thierry Cerez                         | Seiichi Suzuki                        |
| 1996        | Brisbane         | Alexei Jagudin                        | Takeshi Honda                         | Guo Zhengxin                          |
| 1997        | Seoul            | Jewgeni Pljuschtschenko               | Timothy Goebel                        | Guo Zhengxin                          |
| 1998        | Saint John       | Derrick Delmore                       | Sergei Dawydow                        | Li Yunfei                             |
| 1999        | Zagreb           | Ilja Klimkin                          | Vincent Restencourt                   | Yoshuke Takeuchi                      |
| 2000        | Oberstdorf       | Stefan Lindemann                      | Vincent Restencourt                   | Matthew Savoie                        |
| 2001        | Sofia            | Johnny Weir                           | Evan Lysacek                          | Vincent Restencourt                   |
| 2002        | Hamar            | Daisuke Takahashi                     | Kevin van der Perren                  | Stanislaw Timtschenko                 |
| 2003        | Ostrava          | Alexander Schubin                     | Evan Lysacek                          | Alban Préaubert                       |
| 2004        | Den Haag         | Andrei Grjasew                        | Evan Lysacek                          | Jordan Brauninger                     |
| 2005        | Kitchener        | Nobunari Oda                          | Yannick Ponsero                       | Sergei Dobrin                         |
| 2006        | Ljubljana        | Takahiko Kozuka                       | Sergei Woronow                        | Yannick Ponsero                       |
| 2007        | Oberstdorf       | Stephen Carriere                      | Patrick Chan                          | Sergei Woronow                        |
| 2008        | Sofia            | Adam Rippon                           | Artjom Borodulin                      | Guan Jinlin                           |
| 2009        | Sofia            | Adam Rippon                           | Michal Březina                        | Artjom Grigorjew                      |
| 2010        | Den Haag         | Yuzuru Hanyū                          | Song Nan                              | Artur Gatschinski                     |
| 2011        | Gangneung        | Andrei Rogozine                       | Keiji Tanaka                          | Alexander Majorov                     |
| 2012        | Minsk            | Yan Han                               | Joshua Farris                         | Jason Brown                           |
| 2013        | Mailand          | Joshua Farris                         | Jason Brown                           | Shotaro Omori                         |
| 2014        | Sofia            | Nam Nguyen                            | Adjan Pitkejew                        | Nathan Chen                           |
| 2015        | Tallinn          | Shōma Uno                             | Jin Boyang                            | Sota Yamamoto                         |
| 2016        | Debrecen         | Daniel Samohin                        | Nicolas Nadeau                        | Tomoki Hiwatashi                      |
| 2017        | Taipeh           | Vincent Zhou                          | Dmitri Alijew                         | Alexander Samarin                     |
| 2018        | Sofia            | Alexei Jerochow                       | Artur Danijeljan                      | Matteo Rizzo                          |
| 2019        | Zagreb           | Tomoki Hiwatashi                      | Roman Sawossin                        | Daniel Grassl                         |
| 2020        | Tallinn          | Andrei Mosaljow                       | Yuma Kagiyama                         | Pjotr Gumennik                        |
| 2021        | Harbin           | Absage aufgrund der COVID-19-Pandemie | Absage aufgrund der COVID-19-Pandemie | Absage aufgrund der COVID-19-Pandemie |
| 2022        | Tallinn          | Ilia Malinin                          | Michail Schaidorow                    | Tatsuya Tsuboi                        |
| 2023        | Calgary          | Kao Miura                             | Naoki Rossi                           | Nozomu Yoshioka                       |
| 2024        | Taipeh           | Seo Min-kyu                           | Rio Nakata                            | Adam Hagara                           |
| 2025        | Debrecen         | Rio Nakata                            | Seo Min-kyu                           | Adam Hagara                           |
| 2026        | Tallinn          |                                       |                                       |                                       |
| 2027        | Sofia            |                                       |                                       |                                       |

### Damen
In die Siegerliste (Seriensiegerinnen blieben bisher aus) konnten sich bisher so bekannte Seniorenläuferinnen wie die späteren Olympiasiegerinnen oder Weltmeisterinnen Elaine Zayak, Rosalynn Sumners, Kristi Yamaguchi, Yuka Satō, Michelle Kwan, Irina Sluzkaja, Miki Andō, Mao Asada, Kim Yuna, Julija Lipnizkaja und Adelina Sotnikowa einreihen. Die Russin Jelena Radionowa war 2014 die erste, die ihren Titel verteidigen konnte.
| Junioren-WM | Junioren-WM      | Gold                                  | Silber                                | Bronze                                |
| ----------- | ---------------- | ------------------------------------- | ------------------------------------- | ------------------------------------- |
| 1976        | Megève           | Suzie Brasher                         | Garnet Ostermeier                     | Tracey Solomons                       |
| 1977        | Megève           | Carolyn Skoczen                       | Christa Jorda                         | Corine Wyrsch                         |
| 1978        | Megève           | Jill Sawyer                           | Kira Iwanowa                          | Petra Ernert                          |
| 1979        | Augsburg         | Elaine Zayak                          | Manuela Ruben                         | Jackie Farrell                        |
| 1980        | Megève           | Rosalynn Sumners                      | Kay Thomson                           | Carola Paul                           |
| 1981        | London, Ontario  | Tiffany Chin                          | Marina Serowa                         | Anna Antonowa                         |
| 1982        | Oberstdorf       | Janina Wirth                          | Cornelia Tesch                        | Elizabeth Manley                      |
| 1983        | Sarajevo         | Simone Koch                           | Karin Hendschke                       | Parthena Sarafidis                    |
| 1984        | Sapporo          | Karin Hendschke                       | Simone Koch                           | Midori Itō                            |
| 1985        | Colorado Springs | Tatjana Andrejewa                     | Susanne Becher                        | Natalja Gorbenko                      |
| 1986        | Sarajevo         | Natalja Gorbenko                      | Susanne Becher                        | Linda Florkevich                      |
| 1987        | Kitchener        | Cindy Bortz                           | Susanne Becher                        | Shannon Allison                       |
| 1988        | Brisbane         | Kristi Yamaguchi                      | Junko Yaginuma                        | Yukiko Kashihara                      |
| 1989        | Sarajevo         | Jessica Mills                         | Junko Yaginuma                        | Surya Bonaly                          |
| 1990        | Colorado Springs | Yuka Satō                             | Surya Bonaly                          | Tanja Krienke                         |
| 1991        | Budapest         | Surya Bonaly                          | Lisa Ervin                            | Chen Lu                               |
| 1992        | Hull             | Laetitia Hubert                       | Lisa Ervin                            | Chen Lu                               |
| 1993        | Seoul            | Kumiko Koiwai                         | Lisa Ervin                            | Tanja Szewczenko                      |
| 1994        | Colorado Springs | Michelle Kwan                         | Krisztina Czakó                       | Irina Sluzkaja                        |
| 1995        | Budapest         | Irina Sluzkaja                        | Jelena Iwanowa                        | Krisztina Czakó                       |
| 1996        | Brisbane         | Jelena Iwanowa                        | Jelena Pingaschowa                    | Nadejda Kanajewa                      |
| 1997        | Seoul            | Sydne Vogel                           | Jelena Sokolowa                       | Jelena Iwanowa                        |
| 1998        | Saint John       | Julija Soldatowa                      | Jelena Iwanowa                        | Wiktorija Woltschkowa                 |
| 1999        | Zagreb           | Darja Timoschenko                     | Sarah Hughes                          | Wiktorija Woltschkowa                 |
| 2000        | Oberstdorf       | Jennifer Kirk                         | Deanna Stellato                       | Sarah Meier                           |
| 2001        | Sofia            | Kristina Oblassowa                    | Ann Patrice McDonough                 | Susanna Pöykiö                        |
| 2002        | Hamar            | Ann Patrice McDonough                 | Yukari Nakano                         | Miki Andō                             |
| 2003        | Ostrava          | Yukina Ōta                            | Miki Andō                             | Carolina Kostner                      |
| 2004        | Den Haag         | Miki Andō                             | Kimmie Meissner                       | Katy Taylor                           |
| 2005        | Kitchener        | Mao Asada                             | Kim Yuna                              | Emily Hughes                          |
| 2006        | Ljubljana        | Kim Yuna                              | Mao Asada                             | Christine Zukowski                    |
| 2007        | Oberstdorf       | Caroline Zhang                        | Mirai Nagasu                          | Ashley Wagner                         |
| 2008        | Sofia            | Rachael Flatt                         | Caroline Zhang                        | Mirai Nagasu                          |
| 2009        | Sofia            | Aljona Leonowa                        | Caroline Zhang                        | Ashley Wagner                         |
| 2010        | Den Haag         | Kanako Murakami                       | Agnes Zawadzki                        | Polina Agafonowa                      |
| 2011        | Gangneung        | Adelina Sotnikowa                     | Jelisaweta Tuktamyschewa              | Agnes Zawadzki                        |
| 2012        | Minsk            | Julija Lipnizkaja                     | Gracie Gold                           | Adelina Sotnikowa                     |
| 2013        | Mailand          | Jelena Radionowa                      | Julija Lipnizkaja                     | Anna Pogorilaja                       |
| 2014        | Sofia            | Jelena Radionowa                      | Serafima Sachanowitsch                | Jewgenija Medwedewa                   |
| 2015        | Tallinn          | Jewgenija Medwedewa                   | Serafima Sachanowitsch                | Wakaba Higuchi                        |
| 2016        | Debrecen         | Marin Honda                           | Marija Sotskowa                       | Wakaba Higuchi                        |
| 2017        | Taipeh           | Alina Sagitowa                        | Marin Honda                           | Kaori Sakamoto                        |
| 2018        | Sofia            | Alexandra Trussowa                    | Aljona Kostornaja                     | Mako Yamashita                        |
| 2019        | Zagreb           | Alexandra Trussowa                    | Anna Schtscherbakowa                  | Ting Cui                              |
| 2020        | Tallinn          | Kamila Walijewa                       | Darja Usatschjowa                     | Alysa Liu                             |
| 2021        | Harbin           | Absage aufgrund der COVID-19-Pandemie | Absage aufgrund der COVID-19-Pandemie | Absage aufgrund der COVID-19-Pandemie |
| 2022        | Tallinn          | Isabeau Levito                        | Shin Ji-a                             | Lindsay Thorngren                     |
| 2023        | Calgary          | Mao Shimada                           | Shin Ji-a                             | Ami Nakai                             |
| 2024        | Taipeh           | Mao Shimada                           | Shin Ji-a                             | Rena Uezono                           |
| 2025        | Debrecen         | Mao Shimada                           | Shin Ji-a                             | Elyce Lin-Gracey                      |
| 2026        | Tallinn          |                                       |                                       |                                       |
| 2027        | Sofia            |                                       |                                       |                                       |

### Paare
In die Siegerliste (mit je drei Siegen am erfolgreichsten: Natalja Krestjaninowa und Alexei Tortschinski, sowie Sui Wenjing und Han Cong) konnten sich bisher so bekannte Seniorenpaare wie die späteren Olympia-, Welt- oder Europameister Barbara Underhill und Paul Martini, Larissa Selesnjowa und Oleg Makarow, Jekaterina Gordejewa und Sergei Grinkow einreihen. Entsprechende Erfolge wurden von verschiedenen siegreichen Teilnehmer, wie Marija Petrowa, Anton Sicharulidse oder Aljona Savchenko, im Seniorenbereich mit anderen Partnern erzielt.
| Junioren-WM | Junioren-WM      | Gold                                           | Silber                                        | Bronze                                         |
| ----------- | ---------------- | ---------------------------------------------- | --------------------------------------------- | ---------------------------------------------- |
| 1976        | Megève           | Sherri Baier / Robin Cowan                     | Lorene Mitchell / Donald Mitchell             | Elizabeth Cain / Peter Cain                    |
| 1977        | Megève           | Josée France / Paul Mills                      | Elga Balk / Gavin MacPherson                  | – / –                                          |
| 1978        | Megève           | Barbara Underhill / Paul Martini               | Jana Blahová / Luděk Feňo                     | Beth Flora / Ken Flora                         |
| 1979        | Augsburg         | Weronika Perschina / Marat Akbarow             | Larissa Selesnjowa / Oleg Makarow             | Lori Baier / Lloyd Eisler                      |
| 1980        | Megève           | Larissa Selesnjowa / Oleg Makarow              | Marina Nikitjuk / Raschid Kadyrkajew          | Kathia Dubec / Xavier Douillard                |
| 1981        | London, Ontario  | Larissa Selesnjowa / Oleg Makarow              | Lori Baier / Lloyd Eisler                     | Marina Nikitjuk / Raschid Kadyrkajew           |
| 1982        | Oberstdorf       | Marina Awstrijskaja / Juri Kwaschnin           | Inna Bekker / Sergei Lichanski                | Babette Preußler / Torsten Ohlow               |
| 1983        | Sarajevo         | Marina Awstrijskaja / Juri Kwaschnin           | Peggy Seidel / Ralf Seifert                   | Inna Bekker / Sergei Lichanski                 |
| 1984        | Sapporo          | Manuela Landgraf / Ingo Steuer                 | Susan Dungjen / Jason Dungjen                 | Olga Neizwestnaja / Sergei Hudjakow            |
| 1985        | Colorado Springs | Jekaterina Gordejewa / Sergei Grinkow          | Irina Mironenko / Dmitri Schkidschenkow       | Jelena Gud / Jewgeni Koltun                    |
| 1986        | Sarajevo         | Jelena Leonowa / Gennadi Krasnitski            | Irina Mironenko / Dmitri Schkidschenkow       | Jekaterina Murugowa / Artjom Torgaschew        |
| 1987        | Kitchener        | Jelena Leonowa / Gennadi Krasnitski            | Jekaterina Murugowa / Artjom Torgaschew       | Kristi Yamaguchi / Rudy Galindo                |
| 1988        | Brisbane         | Kristi Yamaguchi / Rudy Galindo                | Jewgenija Tschernischewa / Dmitri Suchanow    | Julija Ljaschtschenko / Andrei Buschkow        |
| 1989        | Sarajevo         | Jewgenija Tschernischewa / Dmitri Suchanow     | Angela Caspary / Marno Kreft                  | Irina Saifutdinowa / Alexei Tichonow           |
| 1990        | Colorado Springs | Natalja Krestjaninowa / Alexei Tortschinski    | Swetlana Pristaw / Wladislaw Tkaschenko       | Jennifer Heurlin / John Frederiksen            |
| 1991        | Budapest         | Natalja Krestjaninowa / Alexei Tortschinski    | Swetlana Pristaw / Wladislaw Tkaschenko       | Jennifer Heurlin / John Frederiksen            |
| 1992        | Hull             | Natalja Krestjaninowa / Alexei Tortschinski    | Caroline Haddad / Jean-Sébastien Fecteau      | Swetlana Pristaw / Wladislaw Tkaschenko        |
| 1993        | Seoul            | Inga Korschunowa / Dmitri Saweliew             | Marija Petrowa / Anton Sicharulidse           | Isabelle Coulombe / Bruno Marcotte             |
| 1994        | Colorado Springs | Marija Petrowa / Anton Sicharulidse            | Caroline Haddad / Jean-Sébastien Fecteau      | Haliyna Manjatschenko / Jewhen Schigurskyj     |
| 1995        | Budapest         | Marija Petrowa / Anton Sicharulidse            | Danielle Hartsell / Steve Hartsell            | Jewhenija Filonenko / Ihor Martschenko         |
| 1996        | Brisbane         | Wiktorija Maksjuta / Wladislaw Schownirski     | Jewhenija Filonenko / Ihor Martschenko        | Danielle Hartsell / Steve Hartsell             |
| 1997        | Seoul            | Danielle Hartsell / Steve Hartsell             | Marija Petrowa / Teimuras Pulin               | Wiktorija Maksjuta / Wladislaw Schownirski     |
| 1998        | Saint John       | Julija Obertas / Dmitri Palamartschuk          | Swetlana Nikolajewa / Alexei Sokolow          | Wiktorija Maksjuta / Wladislaw Schownirski     |
| 1999        | Zagreb           | Julija Obertas / Dmitri Palamartschuk          | Laura Handy / Paul Binnebose                  | Wiktorija Maksjuta / Wladislaw Schownirski     |
| 2000        | Oberstdorf       | Olena Sawtschenko / Stanislaw Morosow          | Julija Obertas / Dmitri Palamartschuk         | Julija Schapiro / Alexei Sokolow               |
| 2001        | Sofia            | Zhang Dan / Zhang Hao                          | Yūko Kawaguchi / Alexander Markunzow          | Kristen Roth / Michael McPherson               |
| 2002        | Hamar            | Jelena Rjabtschuk / Stanislaw Sakarow          | Julija Karbowskaja / Sergei Slawnow           | Ding Yang / Ren Zhongfei                       |
| 2003        | Ostrava          | Zhang Dan / Zhang Hao                          | Ding Yang / Ren Zhongfei                      | Jennifer Don / Jonathon Hunt                   |
| 2004        | Den Haag         | Natalja Schestakowa / Pawel Lebedew            | Jessica Dubé / Bryce Davison                  | Marija Muchortowa / Maxim Trankow              |
| 2005        | Kitchener        | Marija Muchortowa / Maxim Trankow              | Jessica Dubé / Bryce Davison                  | Tatjana Kokorewa / Egor Alexejewitsch Golowkin |
| 2006        | Ljubljana        | Julia Vlassov / Drew Meekins                   | Kendra Moyle / Andy Seitz                     | Xenija Krassilnikowa / Konstantin Besmaternych |
| 2007        | Oberstdorf       | Keauna McLaughlin / Rockne Brubaker            | Wera Basarowa / Juri Larionow                 | Xenija Krassilnikowa / Konstantin Besmaternych |
| 2008        | Sofia            | Xenija Krassilnikowa / Konstantin Besmaternych | Lubow Iljuschetschkina / Nodari Maissuradse   | Dong Huibo / Wu Yiming                         |
| 2009        | Sofia            | Lubow Iljuschetschkina / Nodari Maissuradse    | Anastassija Martjuschewa / Alexei Rogonow     | Marissa Castelli / Simon Shnapir               |
| 2010        | Den Haag         | Sui Wenjing / Han Cong                         | Narumi Takahashi / Mervin Tran                | Xenija Stolbowa / Fjodor Klimow                |
| 2011        | Gangneung        | Sui Wenjing / Han Cong                         | Xenija Stolbowa / Fjodor Klimow               | Narumi Takahashi / Mervin Tran                 |
| 2012        | Minsk            | Sui Wenjing / Han Cong                         | Yu Xiaoyu / Jin Yang                          | Wassilissa Dawankowa / Andrei Deputat          |
| 2013        | Mailand          | Haven Denney / Brandon Frazier                 | Margaret Purdy / Michael Marinaro             | Lina Fjodorowa / Maxim Miroschkin              |
| 2014        | Sofia            | Yu Xiaoyu / Jin Yang                           | Jewgenija Tarassowa / Wladimir Morosow        | Marija Wygalowa / Jegor Sakrojew               |
| 2015        | Tallinn          | Yu Xiaoyu / Jin Yang                           | Julianne Séguin / Charlie Bilodeau            | Lina Fjodorowa / Maxim Miroschkin              |
| 2016        | Debrecen         | Anna Dušková / Martin Bidař                    | Anastassija Mischina / Wladislaw Mirsojew     | Jekaterina Borissowa / Dmitri Sopot            |
| 2017        | Taipeh           | Ekaterina Alexandrovskaya / Harley Windsor     | Alexandra Boikowa / Dmitri Koslowski          | Gao Yumeng / Xie Zhong                         |
| 2018        | Sofia            | Darja Pawljutschenko / Denis Chodykin          | Polina Kostjukowitsch / Dmitri Jalin          | Anastassija Mischina / Alexander Galljamow     |
| 2019        | Zagreb           | Anastassija Mischina / Alexander Galljamow     | Apollinarija Panfilowa / Dmitri Rylow         | Polina Kostjukowitsch / Dmitri Jalin           |
| 2020        | Tallinn          | Apollinarija Panfilowa / Dmitri Rylow          | Xenija Achantjewa / Waleri Kolessow           | Julija Artemjewa / Michail Nasarytschew        |
| 2021        | Harbin           | Absage aufgrund der COVID-19-Pandemie          | Absage aufgrund der COVID-19-Pandemie         | Absage aufgrund der COVID-19-Pandemie          |
| 2022        | Tallinn          | Karina Safina / Luka Berulawa                  | Anastasia Golubeva / Hektor Giotopoulos Moore | Brooke McIntosh / Benjamin Mimar               |
| 2023        | Calgary          | Sophia Baram / Daniel Tioumentsev              | Anastasia Golubeva / Hektor Giotopoulos Moore | Wioletta Sjerowa / Iwan Chobta                 |
| 2024        | Taipeh           | Anastassia Metelkina / Luka Berulawa           | Olivia Flores / Luke Wang                     | Naomi Williams / Lachlan Lewer                 |
| 2025        | Debrecen         | Anastassia Metelkina / Luka Berulawa           | Sofiia Holichenko / Artem Darenskyi           | Martina Ariano Kent / Charly Laliberté Laurent |
| 2026        | Tallinn          |                                                |                                               |                                                |
| 2027        | Sofia            |                                                |                                               |                                                |

### Eistanz
In die Siegerliste (mit drei Siegen am erfolgreichsten: Jewgeni Platow mit seiner damaligen Partnerin Jelena Krikanowa) konnten sich bisher so bekannte Seniorenläufer wie die späteren Olympia-, Welt- oder Europameister Sergei Ponomarenko, Oxana „Pascha“ Grischtschuk, Marina Anissina, Ilja Awerbuch, Roman Kostomarow, Oxana Domnina und Maxim Schabalin sowie Tessa Virtue und Scott Moir einreihen.
| Junioren-WM | Junioren-WM      | Gold                                        | Silber                                      | Bronze                                    |
| ----------- | ---------------- | ------------------------------------------- | ------------------------------------------- | ----------------------------------------- |
| 1976        | Megève           | Kathryn Winter / Nicholas Slater            | Denise Best / David Dagnell                 | Martine Olivier / Yves Tarayre            |
| 1977        | Megève           | Wendy Sessions / Mark Reed                  | Karen Barber / Kim Spreyer                  | Marie McNeil / Robert McCall              |
| 1978        | Megève           | Tatjana Durasowa / Sergei Ponomarenko       | Kelly Johnson / Kris Barber                 | Nathalie Herve / Pierre Husarek           |
| 1979        | Augsburg         | Tatjana Durasowa / Sergei Ponomarenko       | Jelena Batanowa / Andrei Antonow            | Kelly Johnson / Kris Barber               |
| 1980        | Megève           | Jelena Batanowa / Alexei Solowjew           | Judit Péterfy / Csaba Bálint                | Renée Roca / Andrew Ouellette             |
| 1981        | London, Ontario  | Jelena Batanowa / Alexei Solowjew           | Natalja Annenko / Wadim Karkatschew         | Karyn Garossino / Rodney Garossino        |
| 1982        | Oberstdorf       | Natalja Annenko / Wadim Karkatschew         | Tatjana Gladkowa / Igor Schpilband          | Lynda Malek / Alexander Miller            |
| 1983        | Sarajevo         | Tatjana Gladkowa / Igor Schpilband          | Jelena Nowikowa / Oleg Bljachman            | Christina Yatsuhashi / Keith Yatsuhashi   |
| 1984        | Sapporo          | Jelena Krikanowa / Jewgeni Platow           | Christina Yatsuhashi / Keith Yatsuhashi     | Swetlana Ljapina / Georgi Sur             |
| 1985        | Colorado Springs | Jelena Krikanowa / Jewgeni Platow           | Swetlana Ljapina / Georgi Sur               | Doriane Bontemps / Charles Paliard        |
| 1986        | Sarajevo         | Jelena Krikanowa / Jewgeni Platow           | Swetlana Serkeli / Andrei Scharkow          | Corinne Paliard / Didier Courtois         |
| 1987        | Kitchener        | Ilona Melnitschenko / Gennadi Kaskow        | Oxana Grischtschuk / Alexander Tschitschkow | Catherine Pal / Donald Godfrey            |
| 1988        | Brisbane         | Oxana Grischtschuk / Alexander Tschitschkow | Irina Antsiferowa / Maxim Sewastjanow       | Marija Orlowa / Oleg Owsjannikow          |
| 1989        | Sarajevo         | Anschelika Kirchmaijer / Dmitri Lagutin     | Ljudmila Berezowa / Wladimir Fjodorow       | Marina Morel / Gwendal Peizerat           |
| 1990        | Colorado Springs | Marina Anissina / Ilja Awerbuch             | Jelena Kustarowa / Sergei Romaschkin        | Marie-France Dubreuil / Bruno Yvars       |
| 1991        | Budapest         | Aliki Stergjadu / Juri Razguljajew          | Marina Morel / Gwendal Peizerat             | Jelena Kustarowa / Sergei Romaschkin      |
| 1992        | Hull             | Marina Anissina / Ilja Awerbuch             | Jaroslawa Neschajewa / Juri Schesnischenko  | Amelie Dion / Alexandre Alain             |
| 1993        | Seoul            | Jekaterina Swirina / Sergei Sachnowski      | Sylwia Nowak / Sebastian Kolasiński         | Beranger Nau / Luc Moneger                |
| 1994        | Colorado Springs | Sylwia Nowak / Sebastian Kolasiński         | Jekaterina Swirina / Sergei Sachnowski      | Agnes Jacquemard / Alexis Gayet           |
| 1995        | Budapest         | Olga Scharutenko / Dmitri Naumkin           | Stephanie Guardia / Franck Laporte          | Iwona Filipowicz / Michal Szumski         |
| 1996        | Brisbane         | Jekaterina Dawidowa / Roman Kostomarow      | Isabelle Delobel / Olivier Schoenfelder     | Natalja Gudina / Witali Kurkudym          |
| 1997        | Seoul            | Nina Ulanowa / Michail Stifunin             | Oxana Potdykowa / Denis Petukhov            | Oxsana Blazowska / Marcin Kozubek         |
| 1998        | Saint John       | Jessica Joseph / Charles Butler jr.         | Federica Faiella / Luciano Milo             | Oxana Potdykowa / Denis Petukhov          |
| 1999        | Zagreb           | Jamie Silverstein / Justin Pekarek          | Federica Faiella / Luciano Milo             | Natalja Romanjuta / Daniil Baranzew       |
| 2000        | Oberstdorf       | Natalja Romanjuta / Daniil Baranzew         | Emilie Nussear / Brandon Forsyth            | Tanith Belbin / Benjamin Agosto           |
| 2001        | Sofia            | Natalja Romanjuta / Daniil Baranzew         | Tanith Belbin / Benjamin Agosto             | Jelena Chaljawina / Maxim Schabalin       |
| 2002        | Hamar            | Tanith Belbin / Benjamin Agosto             | Jelena Chaljawina / Maxim Schabalin         | Jelena Romanowskaja / Alexander Gratschow |
| 2003        | Ostrava          | Oxana Domnina / Maxim Schabalin             | Nora Hoffmann / Attila Elek                 | Jelena Romanowskaja / Alexander Gratschow |
| 2004        | Den Haag         | Jelena Romanowskaja / Alexander Gratschow   | Nora Hoffmann / Attila Elek                 | Morgan Matthews / Maxim Sawosin           |
| 2005        | Kitchener        | Morgan Matthews / Maxim Sawosin             | Tessa Virtue / Scott Moir                   | Anastassija Gorschkowa / Ilja Tkatschenko |
| 2006        | Ljubljana        | Tessa Virtue / Scott Moir                   | Natalja Michailowa / Arkadi Sergejew        | Meryl Davis / Charlie White               |
| 2007        | Oberstdorf       | Jekaterina Bobrowa / Dmitri Solowjow        | Grethe Grünberg / Kristian Rand             | Kaitlyn Weaver / Andrew Poje              |
| 2008        | Sofia            | Emily Samuelson / Evan Bates                | Vanessa Crone / Paul Poirier                | Kristina Gorschkowa / Witali Butikow      |
| 2009        | Sofia            | Madison Chock / Greg Zuerlein               | Maia Shibutani / Alex Shibutani             | Jekaterina Rjasanowa / Jonathan Guerreiro |
| 2010        | Den Haag         | Jelena Iljinych / Nikita Kazalapow          | Alexandra Paul / Mitchell Islam             | Xenija Monko / Kirill Chaljawin           |
| 2011        | Gangneung        | Xenija Monko / Kirill Chaljawin             | Jekaterina Puschkasch / Jonathan Guerreiro  | Charlotte Lichtman / Dean Copely          |
| 2012        | Minsk            | Wiktorija Sinizina / Ruslan Schiganschin    | Alexandra Stepanowa / Iwan Bukin            | Alexandra Aldridge / Daniel Eaton         |
| 2013        | Mailand          | Alexandra Stepanowa / Iwan Bukin            | Gabriella Papadakis / Guillaume Cizeron     | Alexandra Aldridge / Daniel Eaton         |
| 2014        | Sofia            | Kaitlin Hawayek / Jean-Luc Baker            | Anna Janowskaja / Sergei Mosgow             | Madeline Edwards / Zhao Kai Pang          |
| 2015        | Tallinn          | Anna Janowskaja / Sergei Mosgow             | Lorraine McNamara / Quinn Carpenter         | Oleksandra Nasarowa / Maksym Nikitin      |
| 2016        | Debrecen         | Lorraine McNamara / Quinn Carpenter         | Rachel Parsons / Michael Parsons            | Alla Loboda / Pawel Drosd                 |
| 2017        | Taipeh           | Rachel Parsons / Michael Parsons            | Alla Loboda / Pawel Drosd                   | Christina Carreira / Anthony Ponomarenko  |
| 2018        | Sofia            | Anastassija Skopzowa / Kirill Aljoschin     | Christina Carreira / Anthony Ponomarenko    | Arina Uschakowa / Maxim Nekrassow         |
| 2019        | Zagreb           | Marjorie Lajoie / Zachary Lagha             | Jelisaweta Chudajberdijewa / Nikita Nasarow | Sofija Schewtschenko / Igor Erjomenko     |
| 2020        | Tallinn          | Avonley Nguyen / Vadym Kolesnik             | Maria Kasakowa / Georgi Rewia               | Jelisaweta Schanajewa / Dewid Narischny   |
| 2021        | Harbin           | Absage aufgrund der COVID-19-Pandemie       | Absage aufgrund der COVID-19-Pandemie       | Absage aufgrund der COVID-19-Pandemie     |
| 2022        | Tallinn          | Oona Brown / Gage Brown                     | Natalie D’Alessandro / Bruce Waddell        | Nadiia Bashynska / Peter Beaumont         |
| 2023        | Calgary          | Kateřina Mrázková / Daniel Mrázek           | Hannah Lim / Ye Quan                        | Nadiia Bashynska / Peter Beaumont         |
| 2024        | Taipeh           | Leah Neset / Artem Markelov                 | Elizabeth Tkachenko / Alexei Kiliakov       | Darya Grimm / Michail Savitskiy           |
| 2025        | Debrecen         | Noemi Maria Tali / Noah Lafornara           | Katarina Wolfkostin / Dimitry Tsarevski     | Darya Grimm / Michail Savitskiy           |
| 2026        | Tallinn          |                                             |                                             |                                           |
| 2027        | Sofia            |                                             |                                             |                                           |